# (500348) 2012 TH4
(500348) 2012 TH4 es un asteroide perteneciente al cinturón de asteroides, descubierto el 5 de octubre de 2012 por el equipo del Pan-STARRS desde el Observatorio de Haleakala, Hawái, Estados Unidos.

## Designación y nombre
Designado provisionalmente como 2012 TH4.

## Características orbitales
2012 TH4 está situado a una distancia media del Sol de 3,108 ua, pudiendo alejarse hasta 3,888 ua y acercarse hasta 2,327 ua. Su excentricidad es 0,251 y la inclinación orbital 24,50 grados. Emplea 2001,39 días en completar una órbita alrededor del Sol.

## Características físicas
La magnitud absoluta de 2012 TH4 es 15,3.